# Campionati europei di pattinaggio di velocità 1902
I Campionati europei di pattinaggio di velocità 1903 sono stati la 12ª edizione della manifestazione. Si sono svolti dal 18 al 19 gennaio 1902 a Davos, in Svizzera.

## Podi

### Uomini
| Evento              | Oro            | Punti      | Argento          | Punti      | Bronzo       | Punti           |
| Allround (dettagli) | Johan Schwartz | 3 vittorie | Rudolf Gundersen | 1 vittoria | Franz Wathén | 1 secondo posto |